# Storm Sanders
Storm Sanders, née le 11 août 1994 à Rockhampton, est une joueuse de tennis professionnelle australienne. Elle est connue depuis novembre 2021 sous le nom de Storm Hunter après son mariage avec Loughlin Hunter.

## Carrière
Plus connue pour ses résultats en double, Storm Sanders a remporté huit titres dans la spécialité dont le WTA 1000 de Guadalajara en 2022 avec Luisa Stefani.
Elle compte également un titre en double mixte acquis lors de l'US Open 2022 avec son compatriote John Peers.
En simple, elle s'est éloignée des courts pendant deux ans entre 2017 et 2019 en raison de blessures au dos et à l'épaule. Lors de son retour en novembre 2019, elle remporte le tournoi ITF de Playford. En 2021, elle est quart de finaliste à Adélaïde, Prague et Chicago. En 2022, elle se distingue en Coupe Billie Jean King grâce à ses trois victoires en simple, amenant ainsi son équipe jusqu'en finale où elle perd son match contre Jil Teichmann.
En 2021, elle prend part aux Jeux olympiques de Tokyo en double dames avec la n°1 mondiale Ashleigh Barty. Les 2 compatriotes sont éliminées en quarts de finale.
Le 6 novembre 2023, elle accède à la place de n°1 mondiale en double.
En mars 2024, elle remporte la première édition du tournoi de double mixte d'Indian Wells (non pris en compte par les palmarès officiels) au côté de son compatriote Matthew Ebden.

## Palmarès

### Titres en double dames
| No | Date       | Nom et lieu du tournoi                     | Catégorie | Dotation    | Surface      | Partenaire         | Finalistes                           | Score              |          |
| -- | ---------- | ------------------------------------------ | --------- | ----------- | ------------ | ------------------ | ------------------------------------ | ------------------ | -------- |
| 1  | 12-06-2017 | Aegon Open Nottingham Nottingham           | Intern'l  | 250 000 $   | Gazon (ext.) | Monique Adamczak   | Jocelyn Rae Laura Robson             | 6-4, 4-6, [10-4]   | Parcours |
| 2  | 10-02-2020 | GSB Thailand Open presented by E@ Hua Hin  | Intern'l  | 275 000 $   | Dur (ext.)   | Arina Rodionova    | Barbara Haas Ellen Perez             | 6-3, 6-3           | Parcours |
| 3  | 03-01-2022 | Adelaide International 1 Adélaïde          | WTA 500   | 703 580 $   | Dur (ext.)   | Ashleigh Barty     | Darija Jurak Andreja Klepač          | 6-1, 6-4           | Parcours |
| 4  | 13-06-2022 | Bett1Open Berlin                           | WTA 500   | 757 900 $   | Gazon (ext.) | Kateřina Siniaková | Alizé Cornet Jil Teichmann           | 6-4, 6-3           | Parcours |
| 5  | 17-10-2022 | Guadalajara Open Akron Guadalajara         | WTA 1000  | 2 527 250 $ | Dur (ext.)   | Luisa Stefani      | Anna Danilina Beatriz Haddad Maia    | 7-64, 62-7, [10-8] | Parcours |
| 6  | 09-05-2023 | Internazionali BNL d'Italia Rome           | WTA 1000  | 3 572 618 $ | Terre (ext.) | Elise Mertens      | Coco Gauff Jessica Pegula            | 6-4, 6-4           | Parcours |
| 7  | 17-09-2023 | Guadalajara Open Akron Guadalajara         | WTA 1000  | 2 788 468 $ | Dur (ext.)   | Elise Mertens      | Gabriela Dabrowski Erin Routliffe    | 3-6, 6-2, [10-4]   | Parcours |
| 8  | 18-02-2024 | Dubaï Duty Free Tennis Championships Dubaï | WTA 1000  | 3 211 715 $ | Dur (ext.)   | Kateřina Siniaková | Nicole Melichar-Martinez Ellen Perez | 6-4, 6-2           | Parcours |

### Finales en double dames
| No | Date       | Nom et lieu du tournoi                                | Catégorie | Dotation    | Surface      | Vainqueures                       | Partenaire         | Score            |          |
| -- | ---------- | ----------------------------------------------------- | --------- | ----------- | ------------ | --------------------------------- | ------------------ | ---------------- | -------- |
| 1  | 11-09-2017 | Japan Women's Open Tennis Tokyo                       | Intern'l  | 250 000 $   | Dur (ext.)   | Shuko Aoyama Yang Zhaoxuan        | Monique Adamczak   | 6-0, 2-6, [10-5] | Parcours |
| 2  | 18-09-2017 | Guangzhou Open Guangzhou                              | Intern'l  | 250 000 $   | Dur (ext.)   | Elise Mertens Demi Schuurs        | Monique Adamczak   | 6-2, 6-3         | Parcours |
| 3  | 08-09-2020 | TEB BNP Paribas Tennis Championship Istanbul Istanbul | Intern'l  | 225 500 $   | Terre (ext.) | Alexa Guarachi Desirae Krawczyk   | Ellen Perez        | 6-1, 6-3         | Parcours |
| 4  | 12-04-2021 | Musc Health Women's Open Charleston                   | WTA 250   | 235 238 $   | Terre (ext.) | Hailey Baptiste Caty McNally      | Ellen Perez        | 6-7, 6-4, [10-6] | Parcours |
| 5  | 06-06-2021 | Viking Open Nottingham Nottingham                     | WTA 250   | 235 238 $   | Gazon (ext.) | Lyudmyla Kichenok Makoto Ninomiya | Caroline Dolehide  | 6-4, 6-7, [10-8] | Parcours |
| 6  | 01-01-2023 | Adélaïde International 1 Adélaïde                     | WTA 500   | 826 837 $   | Dur (ext.)   | Asia Muhammad Taylor Townsend     | Kateřina Siniaková | 6-2, 7-62        | Parcours |
| 7  | 19-06-2023 | Rothesay Classic Birmingham Birmingham                | WTA 250   | 259 303 $   | Gazon (ext.) | Marta Kostyuk Barbora Krejčíková  | Alycia Parks       | 6-2, 7-67        | Parcours |
| 8  | 03-07-2023 | The Championships Wimbledon                           | G. Chelem | NC          | Gazon (ext.) | Hsieh Su-wei Barbora Strýcová     | Elise Mertens      | 7-5, 6-4         | Parcours |
| 9  | 06-03-2024 | BNP Paribas Open Indian Wells                         | WTA 1000  | 9 258 080 $ | Dur (ext.)   | Hsieh Su-wei Elise Mertens        | Kateřina Siniaková | 6-3, 6-4         | Parcours |

### Finale en simple en WTA 125
| No | Date       | Nom et lieu du tournoi  | Catégorie | Dotation  | Surface    | Vainqueure        | Score          |          |
| -- | ---------- | ----------------------- | --------- | --------- | ---------- | ----------------- | -------------- | -------- |
| 1  | 05-02-2024 | L&T Mumbai Open, Mumbai | WTA 125   | 115 000 $ | Dur (ext.) | Darja Semeņistaja | 5-7, 7-66, 6-2 | Parcours |

### Titre en double en WTA 125
| No | Date       | Nom et lieu du tournoi      | Catégorie | Dotation  | Surface      | Partenaire  | Finalistes                    | Score     |          |
| -- | ---------- | --------------------------- | --------- | --------- | ------------ | ----------- | ----------------------------- | --------- | -------- |
| 1  | 02-05-2023 | Catalonia Open WTA 125 Reus | WTA 125   | 115 000 $ | Terre (ext.) | Ellen Perez | Alexa Guarachi Erin Routliffe | 6-1, 7-68 | Parcours |

### Titre en double mixte
| No | Date       | Nom et lieu du tournoi   | Catégorie | Dotation  | Surface    | Partenaire | Finalistes                              | Score            |          |
| -- | ---------- | ------------------------ | --------- | --------- | ---------- | ---------- | --------------------------------------- | ---------------- | -------- |
| 1  | 31-08-2022 | US Open Flushing Meadows | G. Chelem | 667 700 $ | Dur (ext.) | John Peers | Kirsten Flipkens Édouard Roger-Vasselin | 4-6, 6-4, [10-7] | Parcours |

## Parcours en Grand Chelem

### En simple dames
| Année | Open d'Australie | Open d'Australie   | Internationaux de France | Internationaux de France | Wimbledon       | Wimbledon        | US Open         | US Open            |
| ----- | ---------------- | ------------------ | ------------------------ | ------------------------ | --------------- | ---------------- | --------------- | ------------------ |
| 2012  | Q1               | Elitsa Kostova     | —                        | —                        | —               | —                | —               | —                  |
| 2013  | Q1               | Yuliya Beygelzimer | —                        | —                        | —               | —                | Q1              | Nigina Abduraimova |
| 2014  | 1er tour (1/64)  | Camila Giorgi      | —                        | —                        | —               | —                | —               | —                  |
| 2015  | 1er tour (1/64)  | Klára Koukalová    | —                        | —                        | —               | —                | —               | —                  |
| 2016  | 1er tour (1/64)  | Alexandra Dulgheru | —                        | —                        | —               | —                | —               | —                  |
| 2017  | Q1               | Françoise Abanda   | —                        | —                        | —               | —                | —               | —                  |
|       |                  |                    |                          |                          |                 |                  |                 |                    |
| 2020  | Q2               | Kaja Juvan         | —                        | —                        | Annulé          | Annulé           | —               | —                  |
| 2021  | Q1               | Kaja Juvan         | 1er tour (1/64)          | Elise Mertens            | Q3              | Clara Burel      | 1er tour (1/64) | Misaki Doi         |
| 2022  | 1er tour (1/64)  | Aryna Sabalenka    | Q1                       | Zhu Lin                  | Q2              | Mirjam Björklund | —               | —                  |
| 2023  | 1er tour (1/64)  | Wang Xinyu         | 2e tour (1/32)           | Elina Svitolina          | 1er tour (1/64) | Wang Xinyu       | 1er tour (1/64) | Karolína Muchová   |
| 2024  | 3e tour (1/16)   | Barbora Krejčíková | —                        | —                        | —               | —                | —               | —                  |
| 2025  | —                | —                  | Q1                       | Zhang Shuai              | —               | —                | Q1              | Maddison Inglis    |

N.B. : à droite du résultat se trouve le nom de l'ultime adversaire.

### En double dames
| Année | Open d'Australie                                                                      | Open d'Australie                                                                             | Internationaux de France                                                                | Internationaux de France                                                                | Wimbledon                                                                          | Wimbledon                                                                      | US Open | US Open |
| ----- | ------------------------------------------------------------------------------------- | -------------------------------------------------------------------------------------------- | --------------------------------------------------------------------------------------- | --------------------------------------------------------------------------------------- | ---------------------------------------------------------------------------------- | ------------------------------------------------------------------------------ | ------- | ------- |
| 2012  | 1er tour (1/32) Patterson \|\| style="text-align:left;" \| Errani Vinci               | —                                                                                            | —                                                                                       | —                                                                                       | —                                                                                  | —                                                                              | —       |         |
| 2013  | 1er tour (1/32) Rajicic \|\| style="text-align:left;" \| Grandin Uhlířová             | —                                                                                            | —                                                                                       | —                                                                                       | —                                                                                  | —                                                                              | —       |         |
| 2014  | 1er tour (1/32) Dokić \|\| style="text-align:left;" \| Rybáriková Vögele              | —                                                                                            | —                                                                                       | —                                                                                       | —                                                                                  | —                                                                              | —       |         |
| 2015  | 1er tour (1/32) Gavrilova \|\| style="text-align:left;" \| Adamczak Rogowska          | —                                                                                            | —                                                                                       | —                                                                                       | —                                                                                  | —                                                                              | —       |         |
| 2016  | 2e tour (1/16) Moore \|\| style="text-align:left;" \| Kuznetsova Vinci                | —                                                                                            | —                                                                                       | —                                                                                       | —                                                                                  | —                                                                              | —       |         |
| 2017  | 1er tour (1/32) J. Moore \|\| style="text-align:left;" \| R. Atawo Xu Y.              | —                                                                                            | —                                                                                       | 2e tour (1/16) M. Adamczak \|\| style="text-align:left;" \| S. Kuznetsova K. Mladenovic | —                                                                                  | —                                                                              |         |         |
| 2018  | 1er tour (1/32) M. Adamczak \|\| style="text-align:left;" \| E. Hozumi M. Kato        | 1er tour (1/32) M. Kato \|\| style="text-align:left;" \| A.L. Grönefeld D. Schuurs           | —                                                                                       | —                                                                                       | —                                                                                  | —                                                                              |         |         |
| 2019  | —                                                                                     | —                                                                                            | —                                                                                       | —                                                                                       | 1er tour (1/32) L. Marozava \|\| style="text-align:left;" \| V. Azarenka A. Barty  | —                                                                              | —       |         |
| 2020  | 1er tour (1/32) P. Hon \|\| style="text-align:left;" \| A. Muhammad S. Santamaria     | —                                                                                            | —                                                                                       | Annulé                                                                                  | Annulé                                                                             | 1er tour (1/32) E. Perez \|\| style="text-align:left;" \| V. Azarenka S. Kenin |         |         |
| 2021  | 2e tour (1/16) A. Rodionova \|\| style="text-align:left;" \| A. Guarachi D. Krawczyk  | 2e tour (1/16) A. Tomljanović \|\| style="text-align:left;" \| A. Pavlyuchenkova E. Rybakina | 1/2 finale C. Dolehide \|\| style="text-align:left;" \| V. Kudermetova E. Vesnina       | 1/4 de finale C. Dolehide \|\| style="text-align:left;" \| S. Stosur Zhang S.           |                                                                                    |                                                                                |         |         |
| 2022  | 1/4 de finale C. Dolehide \|\| style="text-align:left;" \| B. Krejčíková K. Siniaková | 2e tour (1/16) C. Dolehide \|\| style="text-align:left;" \| M. Keys T. Townsend              | 2e tour (1/16) B. Bencic \|\| style="text-align:left;" \| K. Flipkens S. Sorribes Tormo | 1/2 finale C. Dolehide \|\| style="text-align:left;" \| C. McNally T. Townsend          |                                                                                    |                                                                                |         |         |
| 2023  | 1/4 de finale E. Mertens \|\| style="text-align:left;" \| M. Kostyuk E.G. Ruse        | 1/8 de finale E. Mertens \|\| style="text-align:left;" \| V. Kudermetova L. Samsonova        | Finale E. Mertens                                                                       | Hsieh S.-w. B. Strýcová                                                                 | 1er tour (1/32) E. Mertens \|\| style="text-align:left;" \| D. Collins N. Kichenok |                                                                                |         |         |
| 2024  | 1/2 finale K. Siniaková \|\| style="text-align:left;" \| Hsieh S.-w. E. Mertens       |                                                                                              |                                                                                         |                                                                                         |                                                                                    |                                                                                |         |         |
| 2025  | —                                                                                     | —                                                                                            | 2e tour (1/16) E. Perez \|\| style="text-align:left;" \| A. Muhammad D. Schuurs         |                                                                                         |                                                                                    |                                                                                |         |         |

N.B. : le nom de la partenaire se trouve sous le résultat ; les noms des ultimes adversaires se trouvent à droite.

### En double mixte
| Année | Open d'Australie                                                                 | Open d'Australie                                                              | Internationaux de France                                                            | Internationaux de France                                                          | Wimbledon               | Wimbledon | US Open | US Open |
| ----- | -------------------------------------------------------------------------------- | ----------------------------------------------------------------------------- | ----------------------------------------------------------------------------------- | --------------------------------------------------------------------------------- | ----------------------- | --------- | ------- | ------- |
| 2014  | 1er tour (1/16) Guccione \|\| style="text-align:left;" \| Gajdošová Ebden        | —                                                                             | —                                                                                   | —                                                                                 | —                       | —         | —       |         |
|       |                                                                                  |                                                                               |                                                                                     |                                                                                   |                         |           |         |         |
| 2018  | 1/4 de finale Polmans \|\| style="text-align:left;" \| Martínez Demoliner        | —                                                                             | —                                                                                   | —                                                                                 | —                       | —         | —       |         |
| 2020  | 1er tour (1/16) Polmans \|\| style="text-align:left;" \| Ostapenko Paes          | Annulé                                                                        | Annulé                                                                              | Annulé                                                                            | Annulé                  | Annulé    | Annulé  |         |
| 2021  | 1/2 finale Polmans \|\| style="text-align:left;" \| Krejčíková Ram               | —                                                                             | —                                                                                   | —                                                                                 | —                       | —         | —       |         |
| 2022  | 1er tour (1/16) Skupski \|\| style="text-align:left;" \| Shibahara McLachlan     | 2e tour (1/8) Gillé \|\| style="text-align:left;" \| Krawczyk Skupski         | 1er tour (1/16) Purcell \|\| style="text-align:left;" \| Klepač Polášek             | Victoire Peers                                                                    | Flipkens Roger-Vasselin |           |         |         |
| 2023  | 1er tour (1/16) J. Peers \|\| style="text-align:left;" \| D. Krawczyk N. Skupski | 2e tour (1/8) J. Peers \|\| style="text-align:left;" \| M. Kostyuk M. Arévalo | 1er tour (1/16) J. Peers \|\| style="text-align:left;" \| K. Boulter A. de Minaur   | 1er tour (1/16) J. Peers \|\| style="text-align:left;" \| B. Strýcová S. González |                         |           |         |         |
| 2024  | 2e tour (1/8) M. Ebden \|\| style="text-align:left;" \| J. Fourlis A. Harris     | —                                                                             | —                                                                                   | —                                                                                 | —                       | —         | —       |         |
| 2025  | —                                                                                | —                                                                             | 1er tour (1/16) S. Gillé \|\| style="text-align:left;" \| A. Danilina H. Heliövaara |                                                                                   |                         |           |         |         |

N.B. : le nom du partenaire se trouve sous le résultat ; les noms des ultimes adversaires se trouvent à droite.

## Parcours en WTA 1000
Les tournois WTA « Premier Mandatory » et « Premier 5 » (entre 2009 et 2020) et WTA 1000 (à partir de 2021) constituent les catégories d'épreuves les plus prestigieuses, après les quatre levées du Grand Chelem. 

De 2009 à 2023, les tournois Premier Mandatory (dits tournois WTA 1000 obligatoires entre 2021 et 2023) regroupent Indian Wells, Miami, Madrid et Pékin, les autres constituant les tournois Premier 5 (tournois WTA 1000 non-obligatoires). À partir de 2024, le nombre de tournois WTA 1000 passe à 10 par saison (fin de l’alternance Doha / Dubaï), ces derniers devenant tous obligatoires et offrant tous 1000 points à la vainqueure (contre 900 points précédemment pour les tournois Premier 5).

### En simple dames
| Année |       |              |                               |        |                           |        |            |                              |             |                 |  |                           |
| Doha  | Dubaï | Indian Wells | Miami                         | Madrid | Rome                      | Canada | Cincinnati | Pékin                        |             | Wuhan           |  |                           |
| Doha  | Dubaï | Indian Wells | Miami                         | Madrid | Rome                      | Canada | Cincinnati | Pékin                        | Guadalajara |                 |  |                           |
| Doha  | Dubaï | Indian Wells | Miami                         | Madrid | Rome                      | Canada | Cincinnati | Pékin                        |             |                 |  |                           |
| 2021  |       | WTA 500      |                               |        | 2e tour (1/32) J. Pegula  |        |            |                              |             | Annulé          |  | Annulé                    |
| 2022  |       |              | WTA 500                       |        | 2e tour (1/32) L. Davis   |        |            | 1er tour (1/32) L. Fernandez |             | Hors calendrier |  |                           |
| 2023  |       | WTA 500      |                               |        | 1er tour (1/64) S. Kenin  |        |            |                              |             |                 |  | 2e tour (1/16) M. Sákkari |
| 2024  |       |              | 1er tour (1/32) A. Kalinskaya |        | 2e tour (1/32) E. Navarro |        |            |                              |             |                 |  |                           |

Sous le résultat, l’ultime adversaire.
1. 1 2   Les tournois de Doha et Dubaï alternent le statut de tournoi WTA 1000 (ex Premier 5) entre 2009 et 2023 : les trois premières éditions ont lieu à Dubaï, les trois suivantes à Doha, puis Dubaï accueille le tournoi de cette catégorie les années impaires et Dubaï les années paires. De 2011 à 2023, la ville qui n’accueille pas de WTA 1000 organise à la place un tournoi WTA 500 (ex Premier).
2. 1 2 3 4 5 6 7   L’ordre de déroulement des tournois a évolué depuis 2009 : Rome se dispute avant Madrid et Cincinnati avant Montréal/Toronto jusqu’en 2010, tandis que Tokyo (2009-2013)-Wuhan (2014-2019, 2024-)-Guadalajara (2022-2023) ont lieu avant Pékin jusqu’en 2023.
3. 1 2  Du fait de la pandémie de Covid-19, les tournois d’Indian Wells, de Miami, de Madrid, du Canada, de Wuhan et de Pékin sont annulés en 2020. Ces deux derniers le sont également en 2021. Pour des raisons d’organisation, le tournoi de Cincinnati 2020 a exceptionnellement lieu à Flushing Meadows à New York.
4. ↑  Le 1er décembre 2021, le président de la WTA, Steve Simon, annonce que tous les tournois prévus en Chine et à Hong Kong sont suspendus à partir de 2022, en raison de préoccupations concernant la sécurité et le bien-être de la joueuse de tennis chinoise Peng Shuai après ses allégations de relations sexuelles non-consenties avec Zhang Gaoli, membre de haut rang du Parti communiste chinois. Le tournoi de Pékin revient en 2023. Le tournoi de Guadalajara remplace celui de Wuhan pendant deux ans, ce dernier réapparaissant en 2024.

## Parcours aux Jeux olympiques

### En double dames
| # | Date       | Nom de l'olympiade         | Surface    | Résultat      | Partenaire     | Ultimes adversaires                   | Score            |          |
| - | ---------- | -------------------------- | ---------- | ------------- | -------------- | ------------------------------------- | ---------------- | -------- |
| 1 | 31/07/2021 | Olympic Tennis Event Tokyo | Dur (ext.) | 1/4 de finale | Ashleigh Barty | Barbora Krejčíková Kateřina Siniaková | 3-6, 6-4, [10-7] | Parcours |

## Classements WTA en fin de saison
| Année          | 2011 | 2012 | 2013 | 2014 | 2015 | 2016 | 2017 | 2018 | 2019 | 2020 | 2021 | 2022 | 2023 | 2024 |
| Rang en simple | 725  | 721  | 242  | 323  | 371  | 293  | 676  | –    | 428  | 282  | 129  | 237  | –    | 194  |
| Rang en double | 432  | 545  | 280  | 262  | 242  | 145  | 68   | 1036 | 109  | 65   | 30   | 10   | 1    | 31   |

Source : (en) Classements de Storm Sanders sur le site officiel de la Fédération internationale de tennis